# Teji shangjiang
Teji shangjiang, tłumaczony także jako generał specjalnej klasy (chiń. 特级上将; pinyin tèjí shàngjiàng) – najwyższy stopień wojskowy w Siłach Zbrojnych Republiki Chińskiej, odpowiednik generalissimusa w innych armiach świata. Ustanowiony w 1935 roku jako wyjątkowe wyróżnienie dla najważniejszych dowódców wojskowych, a zniesiono go w roku 1999. Pełnoprawnie otrzymał go wyłącznie Czang Kaj-szek, choć posługiwał się nim również symbolicznie Wang Jingwei, gdy stał na czele swojego rządu kolaboracyjnego.
Bywa mylony ze stopniem dayuanshuai, odpowiednikiem wielkiego marszałka.

## Historia

### Ustanowienie stopnia
Stopień teji shangjiang został ustanowiony w 1935 roku przez rząd Republiki Chińskiej jako wyróżnienie dla najwybitniejszych dowódców wojskowych, którzy wykazali się wyjątkowymi zasługami dla państwa. Jego ustanowienie miało na celu wzmocnienie prestiżu sił zbrojnych i zintegrowanie najwyższego dowództwa w okresie licznych zagrożeń zewnętrznych i wewnętrznych, z jakimi zmagały się Chiny w latach trzydziestych XX wieku.
Wprowadzenie tego stopnia wiązało się również z potrzebą nadania wyższego stopnia Czang Kaj-szekowi, by podkreślić jego dominującą rolę w siłach zbrojnych i podnieść jego rangę wobec innych generałów. Czang, jako przewodniczący Komitetu Wojskowego Rządu Narodowego, potrzebował stopnia, który zapewniałby mu formalnie wyższą pozycję, szczególnie w kontekście wydarzeń takich jak aresztowanie Zhanga Xuelianga po incydencie Xi’an. Zhang, generał pierwszej klasy, został oskarżony o zdradę, a ponieważ prawo wymagało, aby sądzący go oficer miał wyższy stopień, Czang Kaj-szek został awansowany do stopnia teji shangjiang.

### Zniesienie stopnia
Wprowadzenie konstytucji w Republice Chińskiej po okresie rządów kuomintangowskiej dyktatury stworzyło problem prawny dotyczący najwyższego wojskowego stopnia teji shangjiang. Podczas gdy w okresie przedkonstytucyjnym stopień ten był nadawany na mocy przepisów tymczasowych przepisów ustrojowych z 1935 roku, konstytucja z 1947 roku przyznała pełnię zwierzchnictwa nad siłami zbrojnymi prezydentowi kraju. To sprawiło, że stopień teji shangjiang, przysługujący dotychczas tylko Czangowi, stał się zbędny.
W 1999 roku Ministerstwo Obrony Republiki Chińskiej stwierdziło, że stopień ten nie jest już zgodny z nowoczesnym systemem dowodzenia i złożyło wniosek o jego formalne zniesienie. 16 grudnia 1999 roku Rada Ministrów przekazała sprawę do parlamentu, który przyjął ustawę o zniesieniu stopnia teji shangjiang 13 października 2000 roku. Prezydent Chen Shui-bian, pierwszy z ramienia Demokratycznej Partii Postępowej i spoza Kuomintangu, ogłosił zniesienie stopnia 1 listopada 2000 roku .

### Przypadek Wanga Jingwei
Stopień ten był również teoretycznie przewidziany w wojskach rządu kolaboracyjnego Wanga Jingwei, ustanowionego w 1940 roku pod protektoratem Cesarstwa Wielkiej Japonii. W 1940 roku rząd ten wydał przepisy mundurowe, które zawierały stopień teji shangjiang. Chociaż Wang nie był wojskowym, nosił mundur z oznaczeniami tego stopnia w celach symbolicznych. Jednakże stopień ten nigdy nie został formalnie nadany w Zreorganizowanym Narodowym Rządzie Republiki Chińskiej, a najwyższe rangi zajmowali jedynie dwaj generałowie drugiej klasy – Ren Yuandao i Pang Bingxun.

## Posiadacze
| Nazwisko       | Przynależność                                     | Odznaka | Zdjęcie | Lata życia | Lata urzędowania ze stopniem | Rola | Źródło |
| -------------- | ------------------------------------------------- | ------- | ------- | ---------- | ---------------------------- | --- | ------ |
| Czang Kaj-szek | Republika Chińska                                 |         |         | 1887–1975  | 1935–1975                    | przywódca Republiki Chińskiej i głównodowodzący jej wojsk                                                               | [ 4 ]  |
| Wang Jingwei   | Zreorganizowany Narodowy Rząd Republiki Chińskiej |         |         | 1883–1944  | 1940–1944                    | prezydent Zreorganizowanego Narodowego Rządu Republiki Chińskiej i zwierzchnik jego wojsk stopień przyjęty symbolicznie | [ 1 ]  |